# Lejeunea perpapillosa
Lejeunea perpapillosa là một loài Rêu trong họ Lejeuneaceae. Loài này được Reiner, Maria Elena & K. C. Pôrto mô tả khoa học đầu tiên năm 2007.